# 人見絹枝杯陸上競技大会
人見絹枝杯陸上競技大会（ひとみきぬえはいりくじょうきょうぎたいかい）は、日本女子体育大学が主催する陸上競技大会である。例年3月に日本女子体育大学陸上競技場で開催される。

## 概要
日本女子体育大学の前身の二階堂体操塾出身で、日本女子初のオリンピアンおよびオリンピックメダリストである人見絹枝の功績を称えるとともに、陸上競技の普及およびジュニア選手の育成を目的として2003年に新設された。現在は3月の春分の日ごろに開催され、中学生の男女と高校生・一般の女子を対象としたトラック&フィールド競技が1日の日程で行われる。また、陸上競技大会とともに、世界大会出場などの実績を持つ講師を招いて陸上競技クリニックも行われている。
大会からは日本記録も誕生している。2009年10月31日に行われた大会の女子60mにおいて、須田紗織が7秒52の日本記録（当時）を樹立した。

## 大会から誕生した日本記録
| 回 | 種目    | 記録（風速）  | 選手     | 所属 | 樹立年月日     |
| -- | ------- | ------------- | -------- | ---- | -------------- |
| 5  | 女子60m | 7秒52（+1.1） | 須田紗織 | M＆K | 2009年10月31日 |